# 胆虚
胆虚（たんきょ）とは、漢方医学で言う消化器系など全般の機能低下によりおこる症状を言う。

## 概要
漢方医学では六腑のうち胆は五行思想で言う木を司る機能を指し、六臓で言えば肝臓、五官で言えば目、五体で言えば筋に相当するため胆の機能の低下は（西欧医学で言う胆嚢の機能障害とは異なる）栄養配分不良、胃酸過多症などがあらわれるとされる。漢方医学では
対処としては
鍼灸においては五行や東洋医学の治療方針の関係から五行では自経が虚すれば、その母を補うとされており、この場合、木の気である胆が虚すれば水の気である母の膀胱を補えとされており、胆経の俠谿穴、膀胱経の足通谷穴が用いられる。